# Oxydactyla brevicrus
Espèce
Statut de conservation UICN

 DD  : Données insuffisantes
Oxydactyla brevicrus est une espèce d'amphibiens de la famille des Microhylidae.

## Répartition
Cette espèce est endémique de la province indonésienne de Papouasie en Nouvelle-Guinée occidentale. Elle est présente entre 2 200 et 3 000 m d'altitude,.

## Publication originale
- Van Kampen, 1913 : Amphibian, gesammelt von der Niederländischen Süd Neu-Guinea-Expedition von 1909-10. Nova Guinea, vol. 9, p. 453-465 (texte intégral).